# 滕侯 (鲁隐公时期)
滕侯（?—?），是春秋初期的滕国国君，名字、生卒年及在位时段不详。
滕侯在《春秋经·隐公十一年》记载，前712年春，滕侯、薛侯到鲁国朝觐，两人争执行礼的先后。薛侯说：“我先受封。”滕侯说：“我是周朝的卜正官，薛国是外姓（任姓），我不能比他落后。”滕国是姬姓，错叔绣的后裔。鲁隐公派羽父与薛侯商量，薛侯同意，就让滕侯先行朝礼。
| 前任： 滕侯轂 | 春秋滕國君主 在位时间不详 | 繼任： 滕子 |